# Siporadwergooruil
De siporadwergooruil (Otus mentawi) is een vogelsoort uit de familie van de Strigidae (uilen).

## Verspreiding en leefgebied
Deze soort is endemisch op de Mentawai-eilanden, die zich zo'n 100 kilometer uit de kust van West-Sumatra bevinden.

## Status
De grootte van de populatie wordt geschat op 10-20 duizend volwassen vogels. Op de Rode lijst van de IUCN heeft deze soort de status niet bedreigd.